# Trimetopon
Trimetopon – rodzaj węży z podrodziny ślimaczarzy (Dipsadinae) w obrębie rodziny połozowatych (Colubridae).

## Rozmieszczenie geograficzne
Rodzaj obejmuje gatunki występujące w Nikaragui, Kostaryce i Panamie. 

## Systematyka

### Etymologia
Trimetopon: gr. τρεις treis „trzy”; μετωπον metōpon „czoło”, od μετα meta „pomiędzy”; ωψ ōps, ωπος ōpos „oko”. 

### Podział systematyczny
Do rodzaju należą następujące gatunki:
- Trimetopon barbouri Dunn, 1930
- Trimetopon gracile (Günther, 1872)
- Trimetopon pliolepis Cope, 1894
- Trimetopon simile Dunn, 1930
- Trimetopon slevini Dunn, 1940
- Trimetopon viquezi Dunn, 1937